# 切爾沃內 (海尼切斯克區)
46°11′42″N 34°40′43″E / 46.19500°N 34.67861°E
切爾沃內（烏克蘭語：Червоне）是位於烏克蘭南部的村莊，由赫爾松州海尼切斯克區的海尼切斯克市镇負責管轄。該村始建於1929年，面積51.5平方公里，海拔高度16米，2001年人口679，人口密度每平方公里13.2人。